# Droga krajowa B309 (Niemcy)
Droga federalna B309 (niem. Bundesstraße 309, B 309) – dawna niemiecka droga państwowa. Przebiegała od skrzyżowania z drogą B319 w Kempten (Allgäu) do granicy z Austrią koło Pfronten w południowej Bawarii.
1 stycznia 2016 roku na całej długości została przeklasyfikowana na drogę krajową niższej kategorii, o numerze St2520 (niem. Staatstraße 2520). Główną przyczyną był na znacznej odległości przebieg równoległy B309 do autostrady federalnej A7, zwłaszcza po otwarciu tunelu autostradowego koło Füssen.

## Trasy europejskie
Droga pomiędzy skrzyżowaniem z autostradą A7 na węźle Oy-Mittelberg a granicą z Austrią była częścią trasy europejskiej E532 (ok. 17 km).